# Kepler-442b
Kepler-442b, är en exoplanet som kretsar kring stjärnan Kepler-442 i Lyrans stjärnbild. Den ligger 1 120 ljusår bort från Jorden, och upptäcktes 2015 med hjälp av Keplerteleskopet. Planeten är cirka 30 procent större än Jorden., och antas vara jordlik.

### Fotnoter
1. ↑  Martin Mederyd Hårdh (26 juli 2015). ”Här är planeterna som är mest lika Jorden”. Svenska dagbladet. http://www.svd.se/har-ar-planeterna-som-ar-mest-lika-jorden. Läst 1 september 2015.